# Sor, Ariège
Sor är en kommun i departementet Ariège i regionen Occitanien i södra Frankrike. Kommunen ligger  i kantonen Castillon-en-Couserans som ligger i arrondissementet Saint-Girons. År 2022 hade Sor 28 invånare.

## Befolkningsutveckling
Antalet invånare i kommunen Sor
Referens: INSEE